# Station Milton Keynes Central
Milton Keynes Central is een spoorwegstation van National Rail in Milton Keynes in Engeland. Het station is eigendom van Network Rail en wordt beheerd door West Midland Trains. Het station is geopend in 1982.